# Антарктика під час Другої світової війни

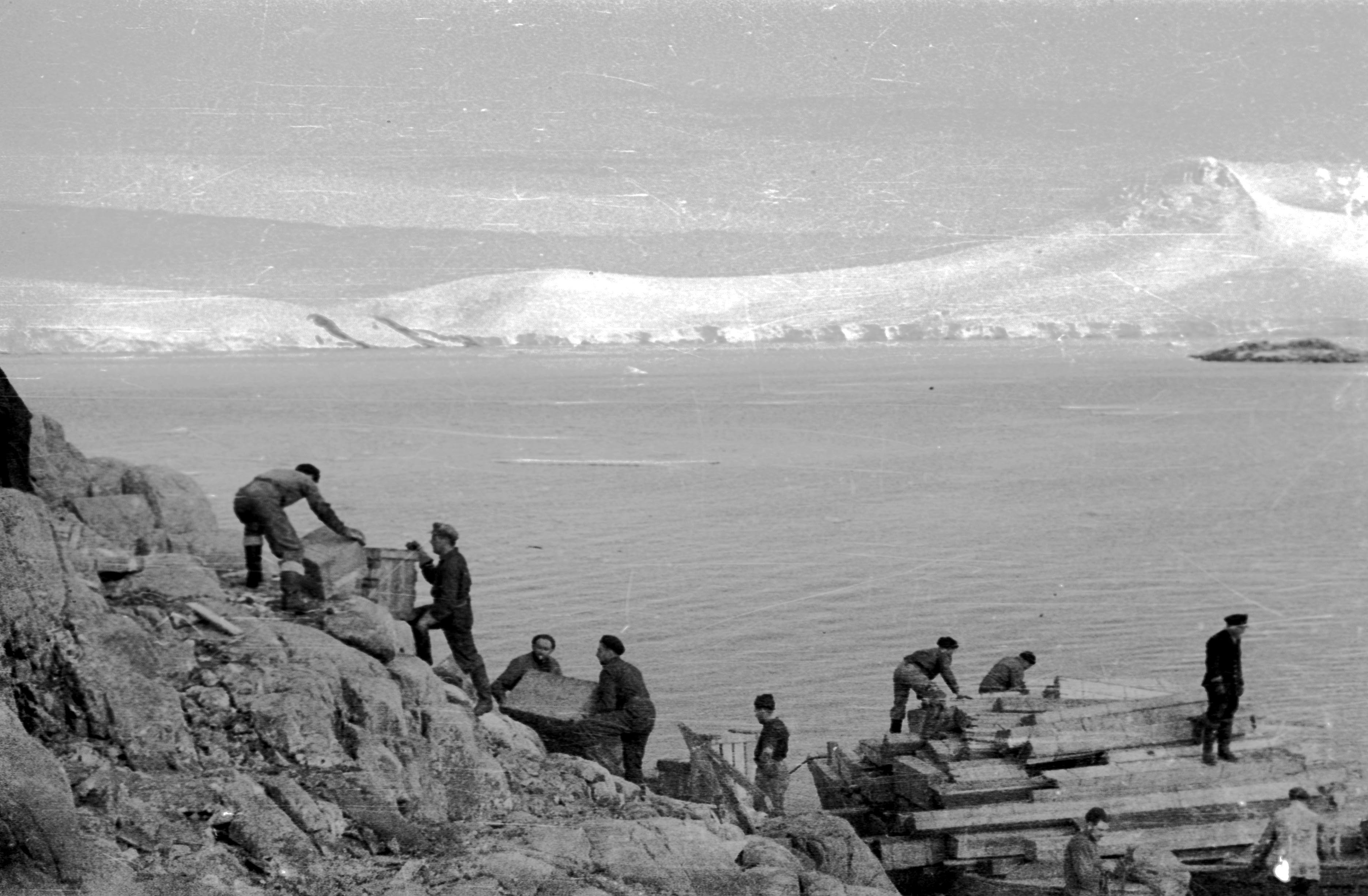
Учасники операції «Табарін» розвантажує припаси у бухті Порт Локрой, 1944 рік.

Міжнародна конкуренція поширилася на континент Антарктиду у період Другої Світової війни, хоча в регіоні не було бойових дій. Під час прелюдії до війни нацистська Німеччина організувала Третю німецьку антарктичну експедицію 1938 року, щоб попередити територіальні претензії Норвегії на Землю Королеви Мод.  Експедиція послужила основою для нової німецької територіальної претензії під назвою Нова Швабія.  Через рік Експедиція Антарктичної служби Сполучених Штатів створила дві бази, які працювали протягом двох років, перш ніж були залишені.  Відповідаючи на ці дії та користуючись воєнним безладдям у Європі, сусідні країни Чилі та Аргентина висунули власні територіальні претензії. У 1940 році Чилі проголосила Чилійську антарктичну територію в районах, на які вже претендувала Велика Британія, тоді як Аргентина проголосила Аргентинську Антарктику в 1943 році, яка частково перекливалася з територією чилійської заявки. 
У відповідь на дії Німеччини, Чилі, Аргентини та Сполучених Штатів Британія в 1943 році розпочала операцію «Табарін». Її метою було встановити постійну присутність і відстоювати територіальні претензії Великої Британії на залежні території Фолклендських островів, а також запобігти використанню території Крігсмаріне, яка часто використовувала віддалені острови як пункти зустрічі кораблів і підводних човнів. Існував також страх, що Японія може спробувати захопити Фолклендські острови. Експедиція під керівництвом лейтенанта Джеймса Марра  покинула Фолклендські острови 29 січня 1944 року. Бази були створені на острові Десепшн, узбережжі Землі Грема та в затоці Хоуп. Дослідження, розпочаті операцією «Табарін», продовжувалися у наступні роки, і зрештою привели до формування Британської антарктичної служби.
У повоєнний період тривала конкуренція між згаданими державами-претендентами на Антарктиду, а також Сполученими Штатами та Радянським Союзом. Наприкінці 1950-х років це змагання поступилося місцем створенню міжнародно-правової основи співпраці з шляхом укладання Договору про Антарктику та проведення Міжнародного геофізичного року.